# Qiloane Hill
Qiloane Hill är en kulle i Lesotho.   Den ligger i distriktet Maseru, i den västra delen av landet, 20 km öster om huvudstaden Maseru. Toppen på Qiloane Hill är 1 643 meter över havet.
Terrängen runt Qiloane Hill är huvudsakligen kuperad, men åt sydväst är den platt. Runt Qiloane Hill är det ganska tätbefolkat, med 116 invånare per kvadratkilometer. Närmaste större samhälle är Maseru, 19,9 km väster om Qiloane Hill. Trakten runt Qiloane Hill består i huvudsak av gräsmarker.